# Tooeys Lake
Tooeys Lake är en sjö i Kanada.   Den ligger i countyt Renfrew County och provinsen Ontario, i den sydöstra delen av landet, 100 km väster om huvudstaden Ottawa. Tooeys Lake ligger 335 meter över havet.
I omgivningarna runt Tooeys Lake växer i huvudsak blandskog. Trakten runt Tooeys Lake är nära nog obefolkad, med mindre än två invånare per kvadratkilometer.